# Řád knížete Jaroslava Moudrého
Řád knížete Jaroslava Moudrého (ukrajinsky орден князя Ярослава Мудрого) je státní vyznamenání Ukrajiny. Založen byl v roce 1995 a udílen je občanům Ukrajiny i cizím státním příslušníkům za vynikající služby ukrajinskému státu a národu. Řád je udílen prezidentem Ukrajiny.

## Historie
Řád byl založen dne 23. srpna 1995 ukrajinským prezidentem Leonidem Kučmou vyhláškou č. 766/95. Pojmenován je po velkém knížeti Jaroslavu I. Moudrém, který v letech 1019 až 1054 vládl Kyjevské Rusi.
Vyhláškou č. 662/98 ze dne 19. června 1998 byl schválen popis insignií řádu I. až IV. třídy. Zároveň bylo stanoveno, že opětovné udělení tohoto řádu je možné nejdříve za tři roky po předchozím udělení (dříve byl rozestup minimálně pět let).

## Pravidla udílení
Řád je udílen občanům Ukrajiny i cizím státním příslušníkům za vynikající služby státu a národu, za posílení mezinárodní prestiže Ukrajiny v hospodářské, vědecké, vzdělávací, umělecké, kulturní, zdravotní či charitativní oblasti a za sociální aktivity.
I. třída je v případě cizinců udílena hlavám států a jejich manželům či manželkám či předním představitelům církví. II. třída je udílena předsedům vlád a parlamentů, předním politikům a veřejným činitelům. III. třída je udílena ministrům zahraničních věcí a zahraničním velvyslancům působícím na Ukrajině. IV. a V. třída je udílena slavným umělcům, vědcům, spisovatelům, náboženským vůdcům, obchodníkům, aktivistům za lidská práva, sportovcům a dalším významným osobnostem.

## Třídy
Řád je udílen v pěti řádných třídách:
- I. třída – Řádový odznak se nosí na řetězu kolem krku. Menší řádová hvězda se nosí na boku připevněná k široké stuze spadající z pravého ramene. Větší hvězda se nosí nalevo na hrudi.
- II. třída – Řádový odznak se nosí na stuze kolem krku. Řádová hvězda se nosí nalevo na hrudi.
- III. třída – Řádový odznak se nosí na stuze kolem krku.
- IV. třída – Řádový odznak se nosí zavěšený na stuze nalevo na hrudi pod řády Zlaté hvězdy a Hrdiny Ukrajiny.
- V. třída

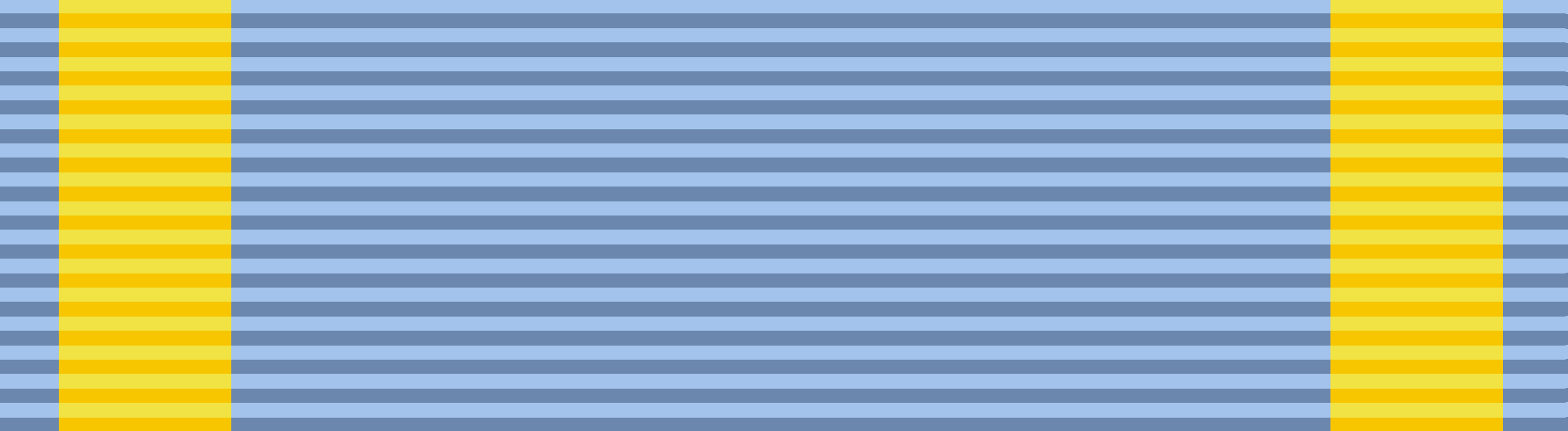
I. až III. třída
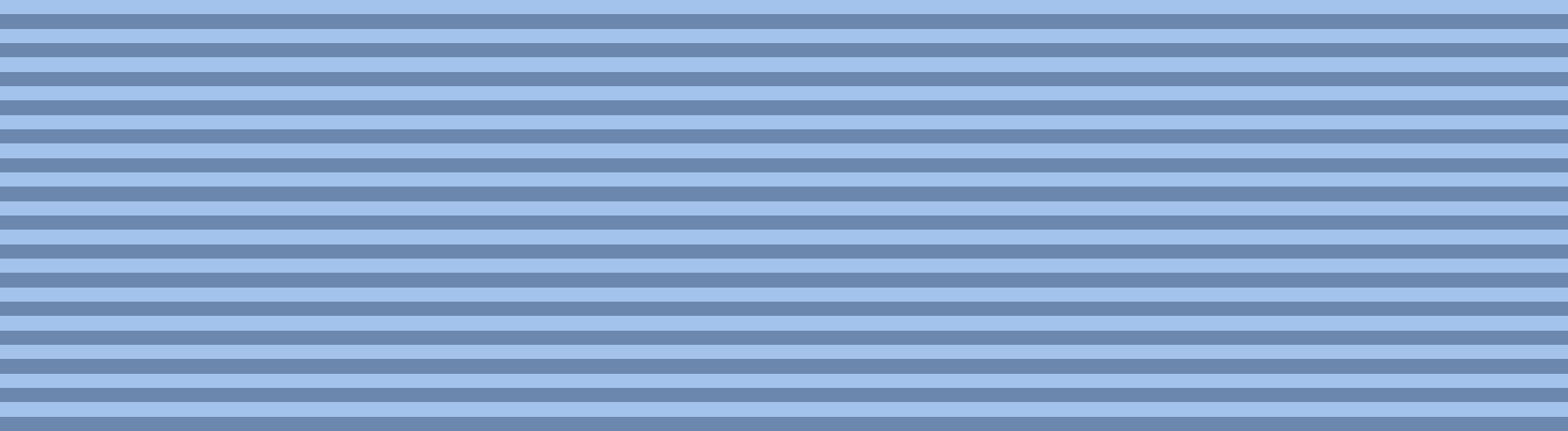
IV. až V. třída

## Insignie

### I. třída
Řádový odznak je ze zlaceného stříbra a má tvar bíle smaltovaného řeckého kříže. Konce ramen jsou smaltovány světle modře. Celý kříž je zlatě lemován. Mezi rameny jsou zlaté trojzubce, které jsou symbolem ukrajinského státu. Uprostřed je kulatý medailon se zlatým portrétem knížete Jaroslava na tmavě modře smaltovaném pozadí. Medailon je obklopen bíle smaltovaným kruhem se zlatým nápisem v cyrilici ЯРОСЛАВ МУДРИИ (Jaroslav Moudrý). Zadní strana odznaku je zlatá bez smaltu s vyrytým nápisem Мудрість, честь, слава (moudrost, čest, sláva) a číslem odpovídajícím pořadí udělení řádu. Přívěsek, kterým je odznak připojen k řetězu má podobu zlatého dubového věnce s modře smaltovaným písmenem U (zkratka pro Ukrajinu).
Řádový řetěz je tvořen 17 medailony (čtyři oválné s vyobrazením státního znaku Ukrajiny, pět kulatých se stylizovaným nápisem v cyrilici a osm kulatých s květinovým ornamentem). Medailony jsou propojeny kroužky. Řetěz je vyroben z pozlaceného stříbra.
Řádová hvězda je osmicípá s cípy střídavě zlatými a stříbrnými. Ve středu je kulatý medailon se zlatým nápisem v cyrilici na tmavě modře smaltovaném pozadí. Velikost hvězdy nošené na stuze je 65 mm a velikost hvězdy nošené na hrudi 80 mm.
Stuha z hedvábného moaré je světle modrá se žlutým pruhem na obou okrajích. Celková šířka stuhy je 100 mm. Žluté proužky jsou široké 8 mm a nachází se 5 mm od okraje.

### II. a III. třída
Řádový odznak je stejný jako v případě I. třídy. Liší se pouze v oblasti připevnění odznaku ke stuze, kdy je k přívěsku navíc připevněn ještě kroužek.
Stuha je světle modrá se žlutým pruhem na obou okrajích. Šířka stuhy je 30 mm. Žluté pruhy jsou široké 4 mm a nachází se 2 mm od okraje.

### IV. třída
Řádový odznak je stejný jako v případě I. třídy, ale portrét Jaroslava Moudrého je stříbrný.
Stuha je světle modrá. Šířka stuhy je 30 mm.

### V. třída
Řádový odznak je celý vyrobený ze stříbra. Zadní strana je plochá s vyrytým číslem a nápisem Moudrost, čest, sláva.
Stuha je světle modrá

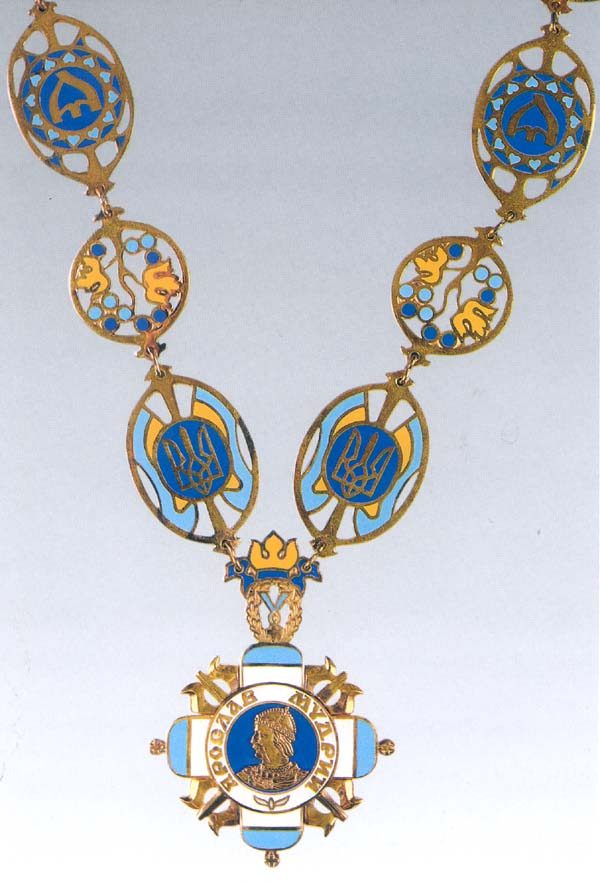
I. třída
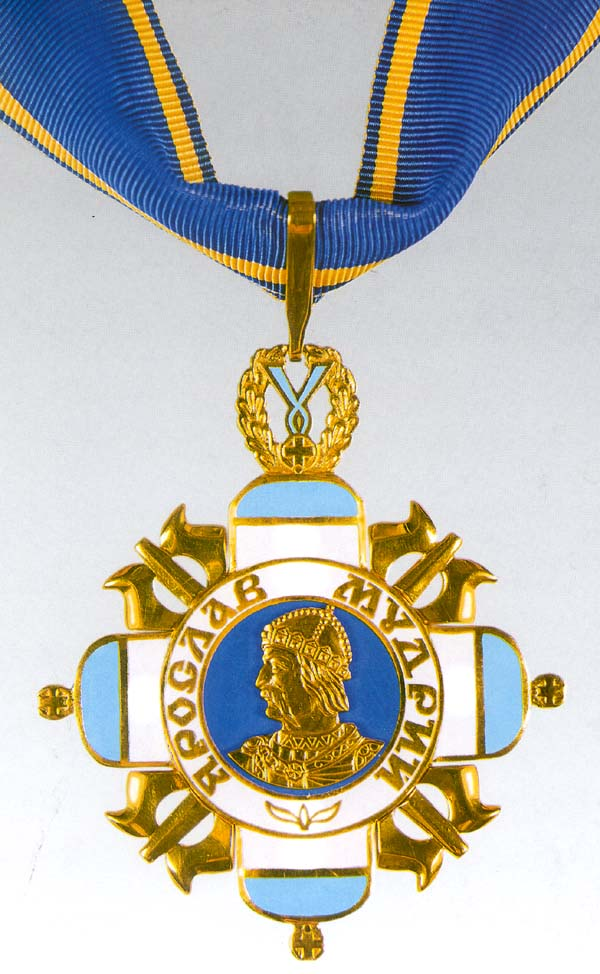
II. a III. třída
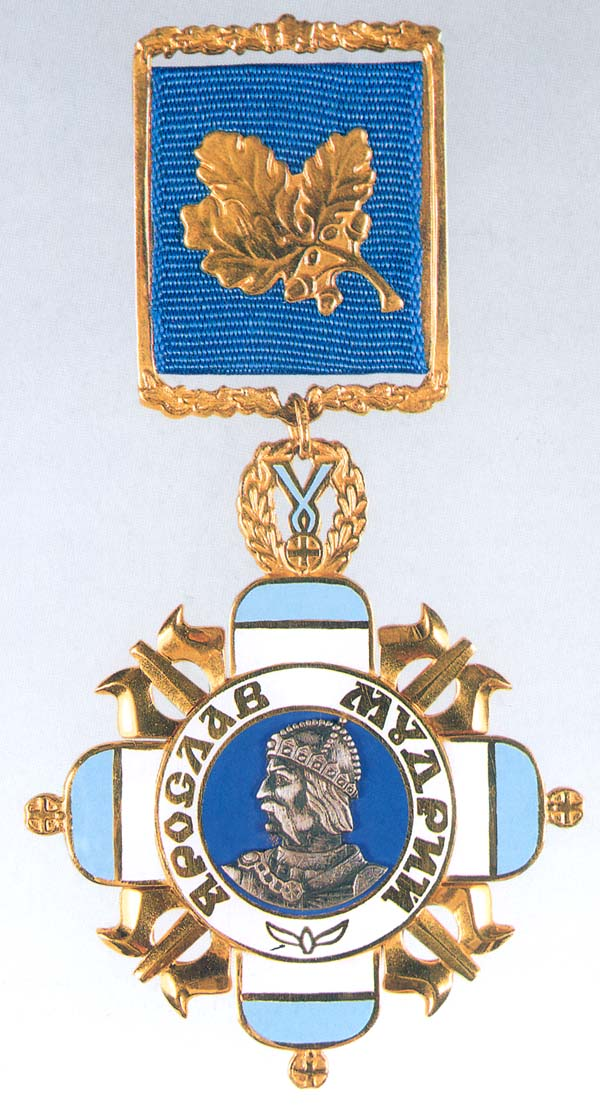
IV. třída
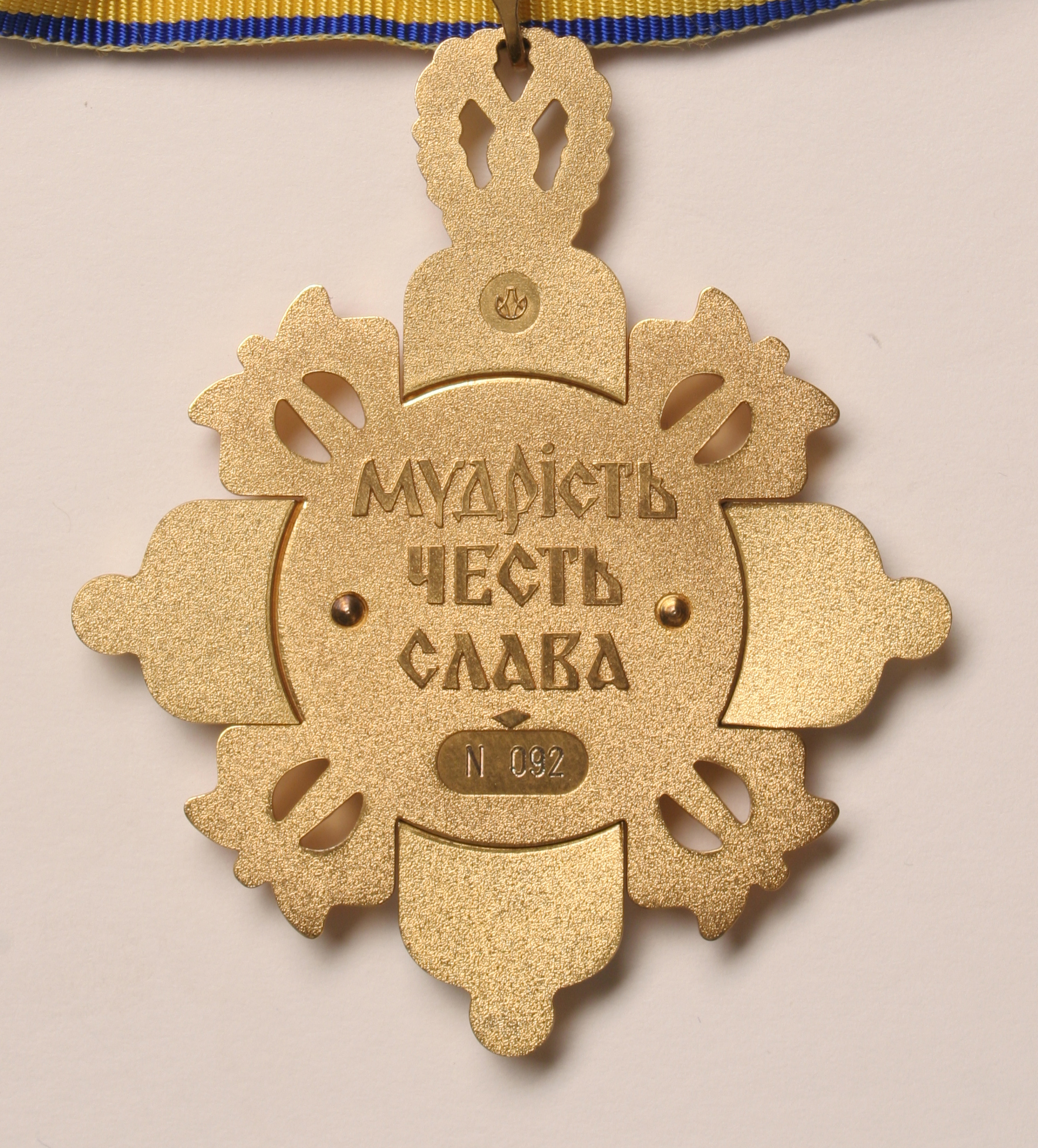
Zadní strana řádového odznaku